# 16式機動戦闘車
16式機動戦闘車（ひとろくしききどうせんとうしゃ、英語: Type 16 maneuver combat vehicle, 略称: 16MCV・MCV・キドセン）は、防衛省が開発した装輪装甲車である。

## 概要
16式機動戦闘車は、開発事業名「機動戦闘車」として2007年（平成19年）度に開発が開始され、2016年（平成28年）度の防衛予算から調達が開始された装輪装甲車であり、積極的に戦闘に参加させる点から「戦闘車」に分類されている。試作・生産は三菱重工業が担当する。普通科（歩兵）に対する直接火力支援と軽戦車を含む装甲戦闘車両の撃破などに使用するための車両であり、主に機動師団および機動旅団に新編される即応機動連隊、地域配備師団および地域配備旅団に新編される偵察戦闘大隊に配備される。即応機動連隊は既存の普通科連隊を母体に機甲科の機動戦闘車部隊と野戦特科の重迫撃砲部隊が一体となった諸職種連合の緊急展開部隊であり、偵察戦闘大隊は従来の偵察隊と戦車部隊を統合した機甲科部隊である。
16式機動戦闘車は戦車（主力戦車）ではないが、大口径の主砲を砲塔に備える姿から、装輪戦車と呼ばれることもあり、戦車が担っていた任務を一部代替するものである。特筆すべきは16式機動戦闘車の火力は74式戦車と同等であり、装輪車両の弱点である命中精度の低さを高度な射撃統制機能などの新機軸導入によって克服が目指されている点である。しかし履帯（クローラー）を有しないため戦場機動力に劣り、重量に制限があるため同世代の主力戦車に準ずる火力や装甲を与えることは困難である。それゆえ16式機動戦闘車は戦車を完全に代替するものではなく、10式戦車と並行して配備される見通しである。
上記の通り16式機動戦闘車は戦車を代替するものではないが、予算上の制約により戦車は配備数を縮小廃止していく方向が25大綱や26中期防で示されており、機甲師団や教育部隊など戦車が必要不可欠な部隊は別として、本州や四国といった戦車の重要性が低いとみなされている部隊では戦車の運用を諦めることが想定されている。そこで16式機動戦闘車が全国へ配備されることによって、この車両が戦車の担っていた歩兵支援を代替する存在と見込まれている。
一方で、機動戦闘車の車輪（タイヤ）による機動は、履帯（クローラー）を有する戦車に比べて道路上での速度が高く、機構への負担が少ないという強みがある。戦車はこの欠点を回避するために戦略移動中は極力自走せず、戦車運搬車で輸送される。その点、機動戦闘車は自力走行でも問題が起きにくいとみられ、即応性が高く運用の負担が少ない。
他国ではイタリア陸軍が似たような運用を行っており、レオパルト1A5やアリエテなど主力戦車部隊はイタリア半島北部に集中させ、チェンタウロ戦闘偵察車は全国に分散配置されている。もしも南部で戦闘が発生した場合、チェンタウロ戦闘偵察車はアウトストラーダ（高速道路）を利用して迅速に展開し、戦車部隊が南部へ到着するまでの時間稼ぎの役割を果たす。
2016年（平成28年）1月22日、防衛装備庁は「平成28年度『16式機動戦闘車』の契約希望者募集要領」を公表し、採用時の名称は、「16式機動戦闘車」となる見通しとなった。
16式機動戦闘車が自力で公道を走行する場合、別途サイドミラーやワイパー付き風防を装着する。また運転には大型自動車免許が必要となる。法的制限については仕様/機動力も参照。
|          | AMX-10RC                          | ルーイカット         | チェンタウロ          | M1128 MGS                         | 11式装輪突撃車                  | 16式機動戦闘車                    | チェンタウロII                         |
| -------- | --------------------------------- | -------------------- | --------------------- | --------------------------------- | ------------------------------- | --------------------------------- | -------------------------------------- |
| 画像     |                                   |                      |                       |                                   |                                 |                                   |                                        |
| 全長     | 6.24 m                            | 8.20 m               | 7.40 m                | 6.95 m                            | 8.00 m                          | 8.45 m                            | 7.40 m                                 |
| 全幅     | 2.95 m                            | 2.90m                | 3.05 m                | 2.72 m                            | 3.00 m                          | 2.98 m                            | 3.12 m                                 |
| 全高     | 2.60 m                            | 2.80 m               | 2.73 m                | 2.64 m                            | 約3.00 m                        | 2.87 m                            | 3.65 m                                 |
| 重量     | 17 t                              | 28.8 t               | 26 t                  | 18.77 t                           | 20 t                            | 約26 t                            | 30 t                                   |
| 最高速度 | 85 km/h                           | 120 km/h             | 108 km/h              | 100 km/h                          | 100 km/h                        | 100 km/h                          | 110 km/h                               |
| 乗員数   | 4名                               | 4名                  | 4名                   | 3名                               | 4名                             | 4名                               | 4名                                    |
| 主武装   | 48口径105mmライフル砲             | 62口径76mmライフル砲 | 52口径105mmライフル砲 | 51口径105mmライフル砲             | 105mmライフル砲                 | 52口径105mmライフル砲             | 45口径120mm滑腔砲 ないし 52口径105mm砲 |
| 副武装   | 12.7mm重機関銃M2×1 7.62mm機関銃×1 | 7.62mm機関銃×2       | 7.62mm機関銃×2        | 12.7mm重機関銃M2×1 7.62mm機関銃×1 | 12.7mm重機関銃×1 7.62mm機関銃×1 | 12.7mm重機関銃M2×1 7.62mm機関銃×1 | 7.62mm機関銃 ないし 12.7mm重機関銃     |

## 開発経緯
16式機動戦闘車は2004年（平成16年）の防衛計画の大綱を基準とし、新規に陸上自衛隊が装備するべき車輌として模索された。2007年（平成19年）度、26億円の開発費が充てられ、本格的に開発が開始された。開発では将来装輪戦闘車両の研究試作や、10式戦車の開発技術・成果を活用するとされている。また、この時点では総開発費用173億円、試験終了を2015年（平成27年）と予定した。
2013年（平成25年）10月9日に防衛省技術研究本部陸上装備研究所（神奈川県相模原市）において、試作車（『機動戦闘車（その4） 機動戦闘車1号車』）が初めて報道陣向けに公開された。また2016年（平成28年）1月10日に習志野演習場で行われた「平成28年第1空挺団降下初め」の装備品展示において試作車（『機動戦闘車（その4） 機動戦闘車4号車』）が初めて一般公開された。
島嶼部に対する侵略事態やゲリラ・特殊部隊による攻撃などの多様な事態に対処するため、優れた空輸性および路上機動性などの機動展開力、敵装甲戦闘車両などを撃破可能な火力を有する機動戦闘車を開発する計画である。陸上自衛隊の戦闘部隊が装備し、普通科部隊に対する前進掩護および建物への突入支援などを担う。
陸上自衛隊の現有装備である10式戦車および89式装甲戦闘車は、被空輸性や路上機動性が不足するため、戦闘地域へ迅速に展開することができない。一方、87式偵察警戒車や軽装甲機動車などの装輪装甲車では、軽戦車などを撃破する火力や目標発見後速やかに射撃する能力が不足するため、普通科部隊への火力支援が困難である。ほかの代替手段については、アメリカなどにおいて同様の戦闘車両を装備しているが、いずれも要求性能（小型、現有弾薬の適合性、拡張性など）を満たすものはない。また、将来の装輪戦闘車両の研究成果を反映する可能性を考慮すると諸外国からの導入は非効率であることから、本装備の開発が決定された。

## 仕様

### 構造
本車は、車体上部に砲塔を有する装輪式の戦闘車両である。
ブリヂストン製のスタッドレスタイヤ（試作車両はミシュラン製のタイヤ）を8輪装着しており、片側4輪ずつが車体底面のサスペンションを介して車体を支持する。サスペンションは、直立に配された英ホルストマン社製油気圧式緩衝装置およびダブルウィッシュボーンによって構成され、全輪独立懸架方式が採用されている。動力は車体底面の中央にドライブシャフトを通し、このシャフトからディファレンシャルギアを介して各輪へ動力を伝達する。操舵は前方2軸が旋回して行われる。
車体底面に配された緩衝機構および駆動系統には装甲が施されておらず、車体底面形状も地雷またはIEDに抗する設計を採用したものではない。このため、底面からの攻撃に対する脆弱性を危惧する評価がある。ただし、基本的な設計が共通している機動装甲車では底部にも装甲が追加されているため本車も必要なときには搭載できる可能性がある。また、装軌車両と比べ底面と地面の間の空間が相対的に広く、また、八輪駆動の場合、車輪を1-2個破壊されても走行可能である。
車体は、防弾鋼板を溶接によって組み合わせている。車体要部には中空式の増加装甲が取り付けられる。車体前方左側には出力570psのディーゼルエンジン、補器類、オートマチック変速機を一体化したパワーパックが収容される。機関から排出されるガスは車体左側に設けられた排気孔から排気される、この後方のルーバーはラジエーター用のもので、パワーパック上面には吸気口が設けられている。車体前方右側、パワーパックと併置して操縦席が配されている。操縦はパワーステアリングつきのハンドルで行われる。また、高速走行時には操縦ハッチ上部に風防を付ける。車体中央部にはターレットおよび砲塔を備えた戦闘室がある。この戦闘室には車長、砲手、装填手が搭乗する。車体後部は弾薬庫兼多目的スペースとなっている。車体後面には乗降も可能な弾薬搭載用のドアが設けられている。前照灯は、試作車は丸形のハロゲン式のものを装備していたが、量産車はコスト削減と入手性を考慮し小糸製作所製の民生品のバス・トラック用LED式角型4灯仕様に変更されている。
砲塔は、前部が楔形形状を持つ鋭角的な形状を採用し、また、要部には中空式の増加装甲を取り付けている。砲塔には、国産の52口径105mmライフル砲および7.62mm連装銃（同軸機銃）を備え、砲塔上部には12.7mm重機関銃M2を搭載する。砲塔両側面には4連装発煙弾発射機がそれぞれ装備される。後方から見て、砲塔中央におかれた砲の右側前方に砲手、その後ろに車長が位置する。砲を挟んで左側には装填手が位置する。砲塔後部は砲弾ラックである。砲塔に自動装填装置は採用されず、人力装填のみとなっているが、これは、砲塔設計時のレイアウトや重量との兼ね合いから装填装置の搭載が断念されている。砲塔前面の左右にはレーザー検知器が装備されているが、これは全周に対する警戒能力はなく、検知域は前方180度と側方の一部のみである。後方から見て砲塔上部中央の右側には、車長用の全周視察装置つきハッチが設けられている。この前方に大きなフードのついた砲手用サイトが装備される。中央部にはGPS、左側に装填手用ハッチ、この前方には全周旋回サイトが置かれる。また、砲塔後部に起倒式のタレス社製環境センサが置かれる。
主砲には、排煙器などのデザインにイギリスのL7系105mm砲の影響が見られるものの、新規に開発された国産の砲である。砲弾は既存の105mm砲弾を使用する。砲身が1口径延長されており、また、ライフリングに合わせて螺旋状に開口された多孔式砲口制退器（マズルブレーキ）を備える。後方から見てこの砲口付近の左側に砲口照合装置が設置されている。対となるレーザー送受信部は防盾左側上部の開口部に設けられている。この下部に同軸機銃孔が開いている。砲を挟んで右側には砲手用の直接照準眼鏡が装備される。本車は10式戦車から反動の制御技術、射撃統制装置などの技術が流用されており、目標に照準を合わせると、車体が動いても主砲が目標に指向しながら砲塔が動き、走行しながらの射撃が正確に行える。
2023年（令和5年）5月、参院外交防衛委員会での浜田靖一防衛相答弁で南西諸島への防衛配備について、従来16MCVはC-2輸送機空輸での軽量化も考慮して2019年度（平成31年度）取得車両までは乗員用空調装置を設置しなかったが、「展開が予想される南西地域で隊員のヒートストレスに関わる問題に着目し、2020年（令和2年）度からは空調装置を搭載したMCVを配備している」と明らかにされた。従前の未装備車両も2023年（令和5年）度より空調装置を順次設置の予定である。

### 火力

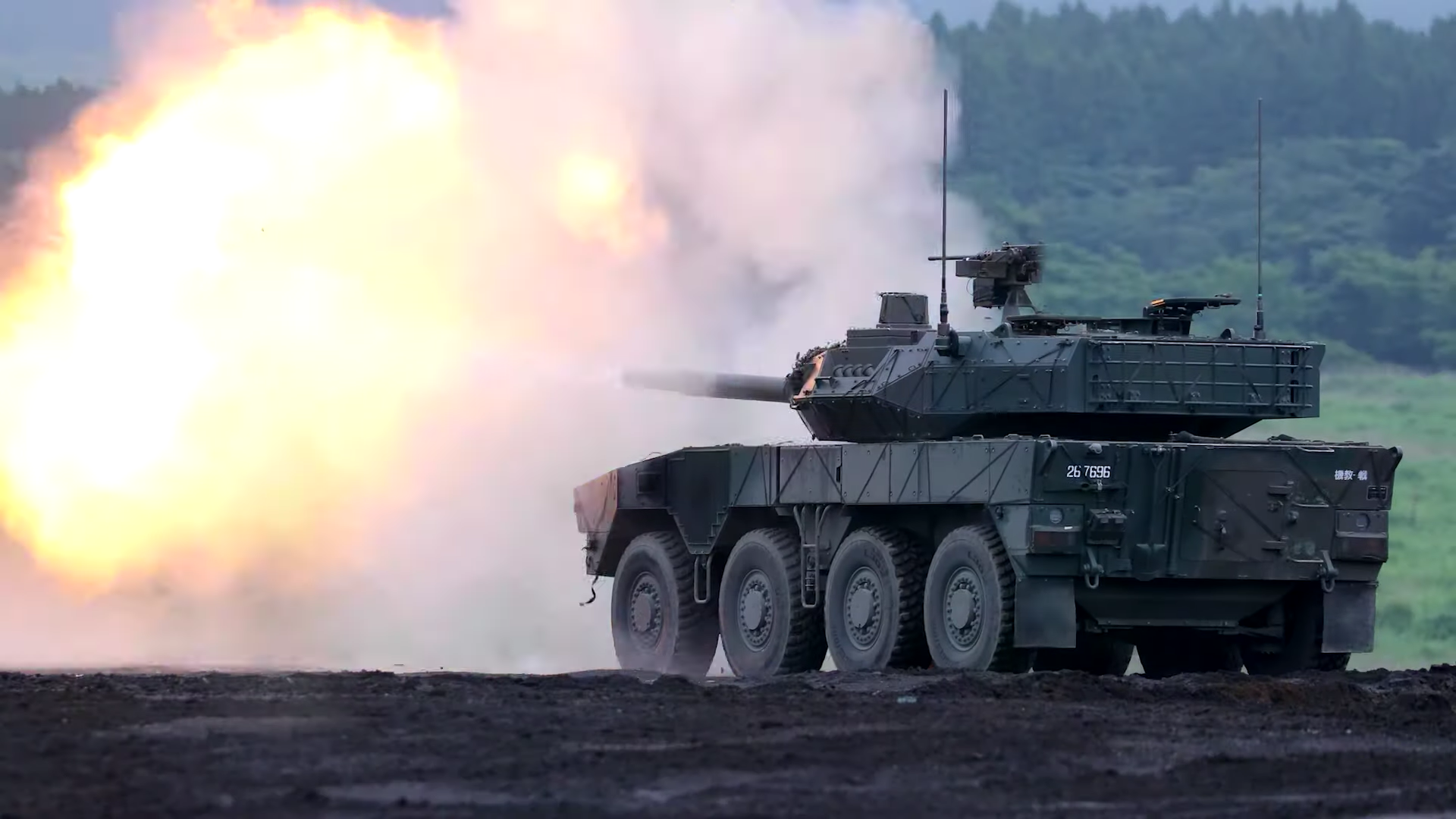
静止射撃

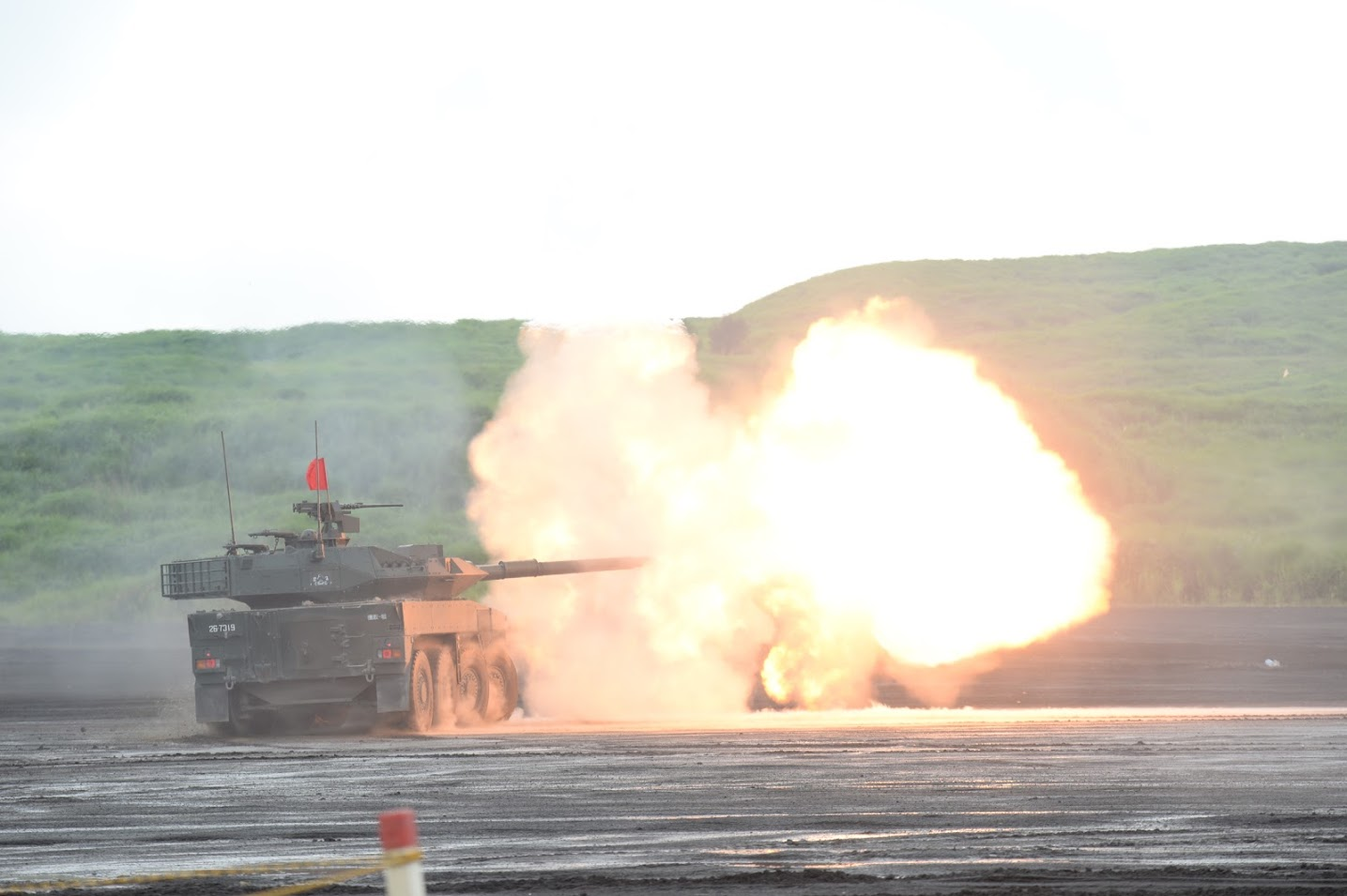
スラローム射撃

中距離域において敵装甲戦闘車両の撃破に使用する火器として、52口径105mmライフル砲を装備している  。
本車両の武装に105mm砲を採用したのは、74式戦車の弾薬を転用するためである。2009年（平成21年）度予算では機動戦闘車用に「91式105mm多目的対戦車りゅう弾（特てん弾）」が購入されており、対戦車攻撃能力を持つことになる。また、93式105mm装弾筒付翼安定徹甲弾(Type-93 APFSDS-T)も発射可能であり、相対する脅威によって使い分ける。
装輪車両は一般に戦車よりも軽く、軟体のタイヤで接地しているため、射撃時の安定性において不利である。しかし、16式機動戦闘車の射撃統制装置や反動抑制機構には同じく三菱重工業が開発した10式戦車の成果が応用されており、2013年（平成25年）10月9日に陸上自衛隊により公開された動画 では走行中に側方へ射撃する場面が捉えられており、また2018年（平成30年）富士総合火力演習では旋回時も含めた行進間射撃の実演が行われており、16式機動戦闘車が実際に高い射撃安定性能を有していることがうかがえる。
諸外国における105mm砲を装備した8輪の装輪装甲車として、イタリア陸軍のチェンタウロ戦闘偵察車（重量26t）やアメリカ陸軍のM1128 ストライカーMGS（重量18.77t）など複数存在するが、公開された車両はチェンタウロと同様の通常型の砲塔であり、M1128ストライカーMGSのように砲塔バスケット内の乗員を砲塔リングより下に配置する低姿勢砲塔（Low Profile Turret）ではない。なお、前者は対戦車自走砲（戦車駆逐車）、後者は自走歩兵砲としての運用を想定した車両であるが、将来装輪戦闘車両の構想図において記載されていた16式機動戦闘車と同じ位置付けの車両には「自走対戦車砲」と記述されていた。

### 防護力
敵歩兵の主な携行火器に抗堪できる防護力を保持するとされている。結晶粒微細化防弾鋼板などの鋼板が用いられている。2009年（平成21年）度予算では「84mmRR、対戦車りゅう弾（静爆試験用弾頭）」が16式機動戦闘車の防護試験用に調達されている。

### 機動力

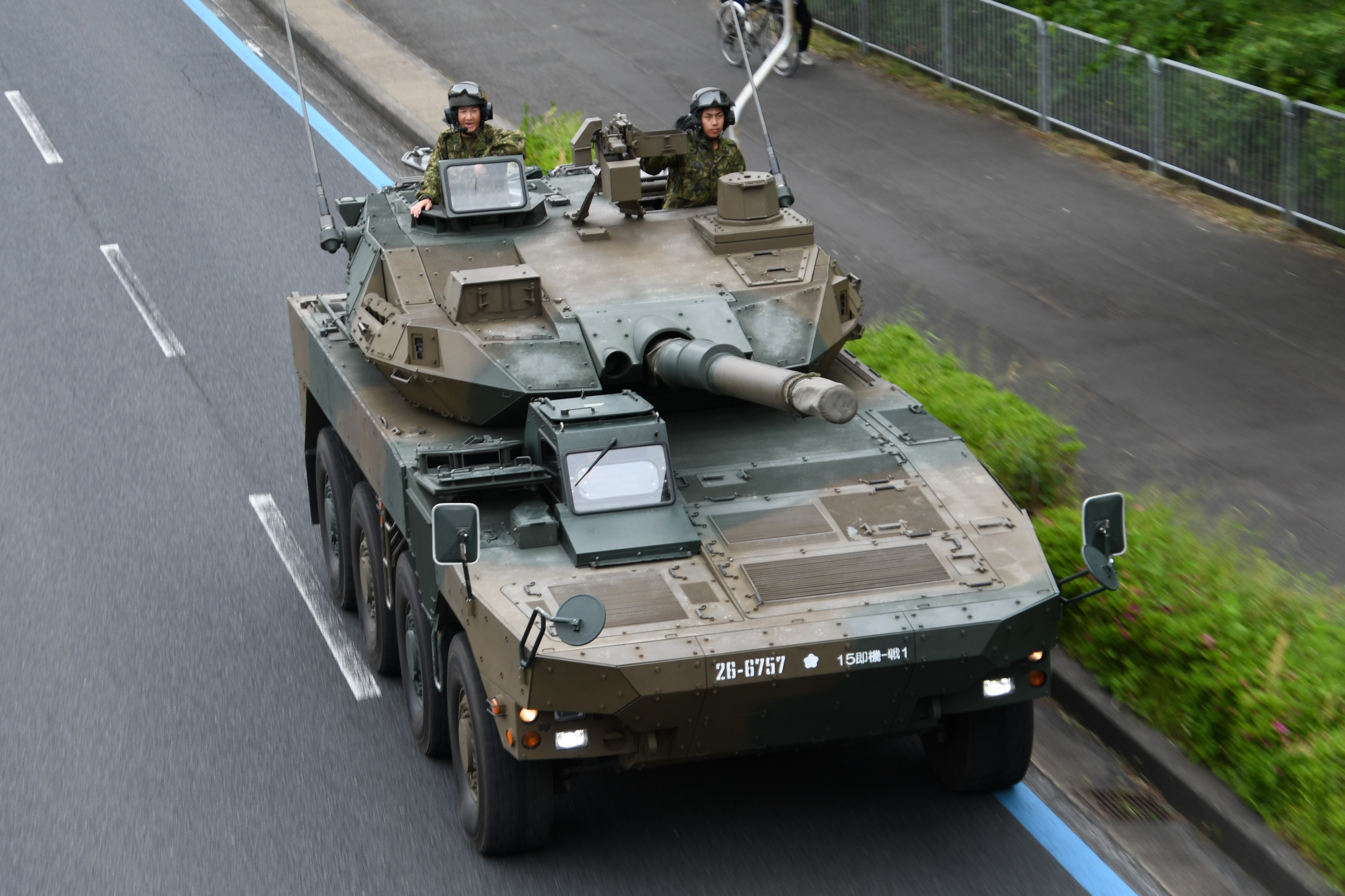
外部後写鏡をつけた機動戦闘車

16式機動戦闘車は8つのタイヤで走行し、舗装路面上を長距離にわたって高速で移動できる。その一方で、装輪車両全般に共通する問題として、車輪の特性に起因する不整地走行性能の低さが懸念されている。
不整地走行性能の低さ、すなわち路外機動性の低さについては、一連の装輪戦闘車両の開発において「路外を走行する際の車体動揺を抑制する技術」が研究されており、この振動抑制技術の導入によってある程度の路外機動性を有する見通しである。
駆動方式に装輪式を採用した理由として、装軌式に比べて優れた路上機動性を有すること、前述のように一定の路外機動性を実現する目処が立ったこと、比較的構造が簡単なことに加えて将来装輪戦闘車両の研究成果を反映できることから、開発・取得・維持費などを含むライフサイクルコストが低く抑えられることなどが挙げられる。
NHKの報道によると、16式機動戦闘車の重量は26t以下で最高速度は100km/h以上である。戦略機動性については、航空自衛隊のC-2輸送機による空輸が可能になっている。

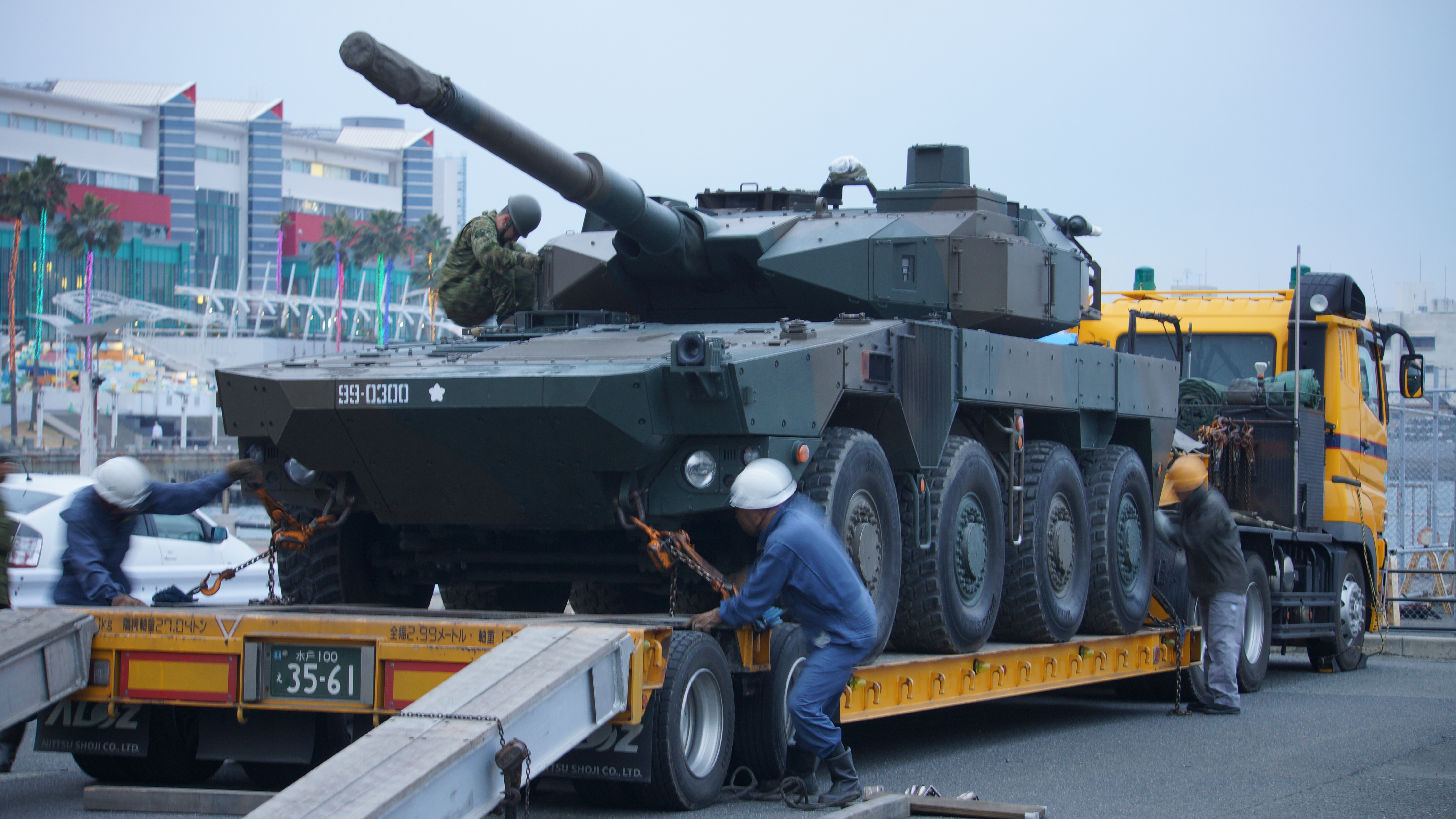
セミトレーラー上の機動戦闘車(試作車両)

なお、出動や訓練等で公道を走行する自衛隊車両は車両制限令の適用除外ではあるが、自衛隊の特殊車両が公道を通行する場合には、これらの法令および1973年（昭和48年）に締結された建設省と防衛庁の覚書に基づき、道路管理者への通行経路等の通知を行う必要がある。本車両は全幅が車両制限令の規定を超えており、重量も25tを超えているので重さ指定道路を含む総重量の制限値を超えている。よって自衛隊が本車両で公道を通行する場合には、経路に応じた道路構造保全の措置を講じた上で、道路管理者に対し通知を行わなければならない。

## 調達と配備
2006年（平成18年）度の政策評価書では配備先が機甲科部隊となっていたが、2007年（平成19年）度の政策評価書では戦闘部隊に変更された。防衛省が公表した「我が国の防衛と予算－平成20年度予算の概要」の中で、『装備化する場合、戦車と併せ、戦車数量（当時の「防衛計画の大綱 16大綱」では約600両）を超えないことを想定した開発』と書かれている。これは予算の削減を求めている財務省との折衝によっては、16式機動戦闘車が戦車定数に含まれ、戦車の実数がさらに減る可能性を考慮してのものと考えられた。
25大綱では大規模な着上陸侵攻への備えを最小限に保持し効率化・合理化するとしており、戦車は北海道と九州以外に所在する作戦基本部隊が装備する戦車を廃止して741両から300両に半減させ、隣国と近接する北海道と九州に戦車を集中配備し、迅速かつ柔軟な運用をするため道路での走行に優れた機動戦闘車を全国的に配備する方針である。2023年（平成35年）度までに約200両ないし約300両の配備が検討されている。
26中期防では、99両の調達と機動師団（第6師団と第8師団）および機動旅団（第11旅団と第14旅団）の即応機動連隊への配備が計画された。このほか、機動展開後に広域展開を行う地域配備師団（第4師団等）の偵察戦闘大隊への配備が計画されている。
作戦基本部隊では、2017年（平成29年）度末に第8師団と第14旅団に新編した即応機動連隊に最初に配備された。2018年（平成30年）度には第6師団および第11旅団の各1個即応機動連隊と第4師団の偵察戦闘大隊に、2021年（令和3年）度には第2師団の即応機動連隊と第1師団の偵察戦闘大隊に、2022年（令和4年）度には、第5旅団の即応機動連隊と第3師団および第12旅団の偵察戦闘大隊に配備された。2023年（令和5年）度には、第9師団、第10師団および第13旅団の偵察戦闘大隊へ配備された。これにより第7師団と第15旅団を除く全国の師団と旅団に配備されたことになる。

### 調達数
| 予算計上年度         | 調達数 | 予算額 括弧は初度費（外数） |
| -------------------- | ------ | --------------------------- |
| 平成28年度（2016年） | 36両   | 252億円（79億円）           |
| 平成29年度（2017年） | 33両   | 233億円                     |
| 平成30年度（2018年） | 18両   | 137億円                     |
| 平成31年度（2019年） | 22両   | 161億円                     |
| 令和2年度（2020年）  | 33両   | 237億円                     |
| 令和3年度（2021年）  | 22両   | 158億円                     |
| 令和4年度（2022年）  | 33両   | 237億円                     |
| 令和5年度（2023年）  | 24両   | 213億円                     |
| 令和6年度（2024年）  | 19両   | 171億円                     |
| 令和7年度（2025年）  | 15両   | 154億円                     |
| 合計                 | 255両  | 1953億円（79億円）          |

### 配備部隊・機関
陸上自衛隊富士学校
- 富士教導団
  - 機甲教導連隊

陸上自衛隊武器学校
北部方面隊
- 第2師団
  - 第3即応機動連隊[38]

- 第5旅団
  - 第6即応機動連隊[39]
- 第11旅団
  - 第10即応機動連隊[33]

東北方面隊
- 第6師団
  - 第22即応機動連隊[33]
- 第9師団
  - 第9偵察戦闘大隊[40]

東部方面隊
- 第1師団
  - 第1偵察戦闘大隊[41]
- 第12旅団
  - 第12偵察戦闘大隊

中部方面隊
- 第3師団
  - 第3偵察戦闘大隊[42]
- 第10師団
  - 第10偵察戦闘大隊
- 第13旅団
  - 第13偵察戦闘大隊[43]
- 第14旅団
  - 第15即応機動連隊

西部方面隊
- 第4師団
  - 第4偵察戦闘大隊[33]
- 第8師団
  - 第42即応機動連隊[44]

## ファミリー化構想
三菱重工業は2014年（平成26年）6月、フランスの陸戦兵器・セキュリティ関連の見本市ユーロサトリで八輪装甲車MAV（Mitsubishi Armored Vehicle）を発表した。MAVは16式機動戦闘車の技術を流用したもので、防衛省主導でなく三菱側の自主開発で進められており、既に試作車両が開発され社内試験が行われている。MAVのAPC（装甲兵員輸送）型のサイズは全長8m、全幅2.98m、全高2.2m、空虚重量18t、これらの数値はスラット装甲や反応装甲は含まれない。最大戦闘重量は28tである。展示された模型にはスラット装甲が装着されていた。地雷・IED対策として車内にはフローティング・シートが採用され、車体底部にもV字型の増加装甲を装着できる。乗員は車長、操縦士含め11名となっている。
MAVは派生型も検討されており、APC型よりもキャビン部のルーフを高くした装甲野戦救急車、指揮通信車などが提案されている。また、16式機動戦闘車をベースに車体を共通化して様々な派生型を開発する共通戦術装輪車の計画が進められており、30ミリ機関砲を搭載した歩兵戦闘車型で、120mm自走迫撃砲型の試作品が2022年（令和4年）9月に目撃されている他、2023年（令和5年）春からはこれらに加えて歩兵戦闘車型と同じ30mm機関砲に加えて伸縮式監視用センサーや衛星通信システム用ドームを搭載した偵察戦闘車型が目撃されていた。その後、2023年（令和5年）8月31日に防衛省が発表した2024年（令和6年）度概算要求において、歩兵戦闘車型24両と機動迫撃砲（自走迫撃砲）型8両の調達予算が計上された。これにより、今後は歩兵戦闘車型の24式装輪装甲戦闘車、自走迫撃砲型の24式機動120mm迫撃砲、前述の2種より調達開始が1年遅れ、偵察戦闘型の25式偵察警戒車の3種が調達される予定である。
96式装輪装甲車の後継車両として開発されていた装輪装甲車 (改)の開発中止を受けて、2019年（令和元年）度予算で「次期装輪装甲車導入候補車種の試験用車両」の名称で次期装輪装甲車取得のため車種選定に必要な試験用車両の取得等関連経費として21億円が認められ、同年9月10日に16式機動戦闘車をベースとした機動装甲車（三菱重工業製）、パトリアAMV(Patria社製)、LAV6.0(GDLS社製)の3案で選定を行うと発表、その候補となった。しかし2022年（令和4年）12月9日、防衛省は次期装輪装甲車としてパトリアAMVの採用を決定し、機動装甲車は落選した。

## 登場作品

### 映画・テレビドラマなど
『ゴジラシリーズ』
『シン・ゴジラ』
日本映画初登場。ゴジラの東京都内侵入を防ぐために行われたB-2号計画「タバ作戦」に投入され、多摩川丸子橋緑地に展開し、フェーズ2にて、行進間射撃も駆使しながら10式戦車などとともにゴジラを砲撃する。
陸上自衛隊の全面協力により富士学校所属の実物（試作車）が撮影に使用されており、戦闘シーンはCGに加え、駐屯地ほかで撮影されたものを丸子橋緑地の実景と合成して製作されている。
『ゴジラ迎撃作戦』
プレシアターに登場。淡路島で行われた「ゴジラ迎撃作戦」に参加している。
『ゴジラVSガイガンレクス』
市街地にてガイガンミレースの群れに砲撃を加えるが、レーザー光線やハンマーハンドによる反撃を受けて複数車が撃破されている。
『ゴジラVSメガロ』
特殊弾によって熱核エネルギーを抑制されたゴジラの行動を制限すべく、渋谷付近で砲撃を加える。また、ガイガンの残骸を保管中の仮設格納庫の周囲に展開していた車両が、地下から出現したメガロに破壊されており、その後に渋谷付近でも上空のメガロが放った攻撃によって撃破された車両がある。
『シン・ウルトラマン』
冒頭に登場。新東名高速道路谷ヶ山トンネルの工事現場から出現したゴメスに対する総力戦に投入され、10式戦車や90式戦車とともにゴメスを撃滅する。
『大怪獣ブゴン』
別府市に出現したブゴンを攻撃すべく、10式戦車などとともに出動している。
『量産型リコ -最後のプラモ女子の人生組み立て記-』
第8話にプラモデルが登場。アオシマ製の3式機龍のプラモデルを主役に据えて短編特撮を製作する主人公らが、撮影の際に使用する。

### アニメ・漫画
『SHIROBAKO』
第12話において作中で製作されているテレビアニメ『えくそだすっ！』に登場。アイドルユニット「トレイシー」を追撃する。
『アサルトリリィ BOUQUET』
第9話に防衛軍の車両として登場。複数台が登場しており、迷彩塗装のパターンが車両によって異なっている。
『ゲート 自衛隊 彼の地にて、斯く戦えり』
漫画版第47話に登場。異世界から銀座に襲来した帝国軍を撃退するべく出動する。
『ゴジラ S.P ＜シンギュラポイント＞』
オープニングおよび第7話・第8話・第10話に登場。第7話・第8話では東京湾から上陸したゴジラアンフィビアに対する「ゴジラ駆除作戦」に際して、築地付近に展開し砲撃を行うが、ゴジラアンフィビアが放ったガス状物質の爆発に巻き込まれて全車が行動不能に陥る。第10話では、再度の「ゴジラ排除作戦」に参加すべく東京へ向け鉄道輸送されている。
『終末トレインどこへいく?』
第4話と第5話に登場。稲荷山公園駅付近の航空自衛隊基地に配備されており、異変によって街や基地、人員ともども異常に小さくなってしまっている。街にやってきた静留と玲実を攻撃する。その後基地に襲撃してきた静留と玲実を迎撃するが、あえなく横転させられてしまった。
『まりかセヴン』
第24話と第25話に「グレイハウンド隊」所属車両として登場。ビエラとモバイガに対して市街戦を展開する。
『魔法少女特殊戦あすか』
漫画版第19話・アニメ版第10話に登場。定期次元位相橋がある自衛隊那覇駐屯地を襲撃したバベル旅団と交戦する。

### ゲーム
『War Thunder』
2019年5月29日の1.89アップデートにおいて日本陸軍駆逐戦車ツリーのランクⅦ車両として実装された。砲弾は74式戦車と同様に93式APFSDSが使用可能。制式化からわずか3年での実装である。後の2.19アップデートでは試作3号車(99-0292)も実装された。こちらは93式APFSDSが使用できない。
『りっくじ☆あ～す』
陸自娘（りくむす）の武器娘として萌え擬人化されて登場。ゲーム内名称は、通常型は「16式機動戦闘車」。この他にも第8戦車大隊、第3偵察戦闘大隊、第42即応機動連隊、機甲教導連隊、第15即応機動連隊仕様が登場する。
更に、架空である「17式自走対戦車メーザー砲」も登場。「17式自走対戦車メーザー砲」は、同ゲームで登場する完全架空の「15式自走メーザー砲」に搭載されていた砲を16式機動戦闘車をベースにした車体に搭載したモデルで、キャラクターの発言によると高電圧の為、車体のあちこちが過熱してしまい冷却が必要。15式自走メーザー砲に搭載されていた砲よりも高出力化、高収束化等を行ったとされる。

### 小説
『越境』
「機動戦闘車」「MCV」の名称で登場。無政府状態の北海道東北部の境界警備のため、警察庁長官直轄で発足した「北方特別警備隊」に陸自からのお下がりが配備されている。作中年代の陸自では既に旧式化したという設定のほか、塗装は紺色に変えられ、乗員も警察官となっている。旧釧路市での戦闘に投入され、民兵を圧倒するが、数台が反撃を受けて撃破されている。
『中国完全包囲作戦』（文庫名：『中国軍壊滅大作戦』）
陸上国防軍の装備として登場。96式装輪装甲車とともに、新型UGV「HG03」を牽引する軽装甲機動車の護衛にあたる。
『超機密自衛隊』
「15式機動戦闘車」の名称で、開発兵器の試験と評価を行うEGSDF（自衛隊試験評価群）の装備として登場。南北に分断されるという別の歴史を辿る1944年の日本へタイムスリップし、ソ連の支援を受けて統一を目指す北日本軍のT-34などと戦闘を行う。
『覇権交代』
第2巻「孤立する日米」に登場。韓国軍所属のK2戦車の攻撃を受け、撃破される。
『米中激突』
第8巻「南シナ海海戦」に戦車教導隊所属車両が登場。中国陸軍に対して攻撃を行う。
『目指せ!一騎当千 〜ぼっち自衛官の異世界奮戦記〜』
第2巻にて、96式装輪装甲車とともに傭兵ギルドの反乱を鎮圧し、孤立した城塞都市を救うために主人公が召喚し活躍。主砲の砲撃で敵傭兵団の城壁を破壊する。

### その他
『Adventure in the East』
MVに登場。撮影場所となった朝霞駐屯地にて、第1偵察戦闘大隊所属車両がFATE GEARのメンバーによる演奏の背景として用いられている他、機甲教導連隊所属車両が演習時に主砲を射撃する映像も収められている。

### 模型
タミヤ「1/35 陸上自衛隊 16式機動戦闘車」
1/35 ミリタリーミニチュアシリーズ No.361。2018年発売。
タミヤ「1/35 陸上自衛隊 16式機動戦闘車C5（ウインチ装置付）」
1/35 ミリタリーミニチュアシリーズ No.383。2023年発売。
上記No.361の金型改修品。一部にエッチングパーツを使用。
海洋堂「1/35 陸上自衛隊 機動戦闘車（試作タイプ）」
1/35 ミリタリーレジンキャストキットシリーズ No.1。2015年発売。
タミヤ「1/48 陸上自衛隊 16式機動戦闘車」
1/48 ミリタリーミニチュアシリーズ No.96。2019年発売。
アオシマ「陸上自衛隊 16式機動戦闘車 『即応機動連隊』」
1/72 ミリタリーモデルキット No.17。2019年発売。
英語表記は「JGSDF TYPE 16 MCV "Rapid Deployment Regiment"」。
アオシマ「陸上自衛隊 機動戦闘車（プロトタイプ）」
1/72 ミリタリーモデルキット No.9。2014年発売。
16式に比べて砲塔後部のバスケットが無く、機関銃は車長ハッチの前方に位置しているなど、外見に細かな差異がみられる。
ウォルターソンズジャパン「陸上自衛隊16式機動戦闘車」
1/72 モデルキット999 550XX。2022～2023年にかけて開発されていたが、モデルキット999シリーズ自体が製造終了したため未発売。
ピットロード「1/144 陸上自衛隊 16式機動戦闘車」
1/144 SGKシリーズ SGK06。2021年発売。3両入り。
アオシマ「航空自衛隊 C-2輸送機 SP（機動戦闘車付）」
1/144 航空機 No.SP。2020年発売。同スケールの16式機動戦闘車が2両付属。
F-toys「ワールドタンクミュージアム キット VOL.2 陸上自衛隊編 最新装備車両」
1/144スケールの彩色済み食玩プラキット。2014年発売。試作段階の機動戦闘車がラインナップされている。
ピットロード「1/700 陸上自衛隊 車両セット 1」
1/700 MIシリーズ MI01。2021年発売。16式機動戦闘車4両が含まれる。
タカラトミー「トミカプレミアム 16 陸上自衛隊 16式機動戦闘車」
1/119スケール。2019年発売。砲塔の回転が可能。
英語表記は「JGSDF TYPE 16 MANEUVER COMBAT VEHICLE」。